# Lonely street (Belew, Sowder en Stevenson)
Lonely street is een lied dat werd geschreven door Carl Belew, Kenny Sowder en W.S. Stevenson (pennaam van Bill McCall). De eerste uitvoering was van de crooner Andy Williams. Hij had er in 1959 een nummer 5-hit mee in de Billboard Hot 100. Het nummer verscheen op diverse singles van artiesten waarvan sommigen er ook nog een hit mee handden. In Nederland verscheen een versie van Jack Jersey die in de Tipparade belandde. Verder was het lied geliefd op albums van tientallen artiesten.
In het lied zingt wordt gezongen dat de zanger is verlaten door zijn of haar geliefde. Het verlies kwam plotseling en het is onbegrijpelijk hoe dat zo kon komen.

## Covers
Het nummer werd door verschillende artiesten op de plaat gezet. De volgende singles kwamen in hitlijsten te staan: 
| Jaar | artiest       | hitlijst              | pieknotering |
| ---- | ------------- | --------------------- | ------------ |
| 1959 | Andy Williams | Billboard Hot 100     | 5            |
| 1959 | Andy Williams | Hot R&B/Hip-Hop Songs | 20           |
| 1974 | Tony Booth    | Hot Country Songs     | 84           |
| 1974 | Rex Allen jr. | Hot Country Songs     | 8            |
| 1981 | Jack Jersey   | Nederlandse Top 40    | Tipparade    |

Er was ook nog een single van Gene Vincent (1966) die de hitlijsten niet bereikte. Verder waren covers te horen op albums van onder meer 
Don Gibson (Look who's blue, 1960),
Patsy Cline (Sentimentally yours, 1962),
Johnny Tillotson (It keeps right on a-hurtin', 1962),
Ray Price (Night life, 1963),
The Everly Brothers (The Everly Brothers sing great country hits, 1963),
Eddy Arnold (Pop hits from the county side, 1964),
Wanda Jackson (Blues in my heart, 1965),
Bobby Vinton (Bobby Vinton sings for lonely nights, 1965),
Peter and Gordon (Peter and Gordon sing and play the hits of Nashville, Tennessee, 1966),
Billy Walker (A million and one, 1966),
George Jones (Walk through this world with me, 1967),
Tammy Wynette (D-i-v-o-r-c-e, 1968),
Lucille Starr (Lonely street, 1969),
Bing Crosby (Hey Jude / Hey Bing, 1969),
Hank Williams jr. & The Mike Curb Congregation (Sweet dreams, 1971),
Bobby Bare (What am I gonna do?, 1972),
Carl Perkins (Rocking guitarman, 1975),
Emmylou Harris (Bluebird, 1989),
Willie Nelson (Milk cow blues, 2000),
Mark Lanegan (Imitations, 2013),